# Brachys carinicollis
Brachys carinicollis es una especie de escarabajo barrenador metálico del género Brachys, categorizada en la tribu Trachyini, de la subfamilia Agrilinae.

## Taxonomía
Fue descrita científicamente por Kirsch en 1873.
Tratamiento taxonómico
La especie aparece registrada y publicada en Beiträge zur Kenntniss der Peruanischen Käferfauna auf Dr. Abendroths Sammlungen basirt. Berliner Entomologische Zeitschrift 17:121-152. [Second printing, 1874, 17:339-418]. (1873).